# Traunstein
Traunstein je vápencová hora ležící v Rakousku na břehu jezera Traunsee nedaleko města Gmunden v Horním Rakousku. Hora je vysoká 1691 metrů. Vrchol tvoří jakási plošina, na níž jsou dvě horské chaty. Na samotném vrcholu stojí kříž vysoký 10 metrů. Z vrcholu lze dobře přehlédnout masivy Dachsteinu, Höllengebirge a Totes Gebirge. Horu Traunstein lze také obejít pěkným trekem kolem jezera Laudachsee (895 m n. m.).

## Geologie
Traunstein je tvořen dolomitickým vápencem. Celá oblast hory Traunstein byla v roce 1963 vyhlášena za chráněnou krajinnou oblast o velikosti 145 hektarů včetně okolí jezera Laudachsee. Chráněno je území ve výšce od 480 m do 1691 m.

## Flora a fauna

### Flora
S velkým spektrem výšky je i obsazení flory a fauny v okolí hory velmi rozličné. Na západě a na severu se vyskytují smrkové, jedlové a bukové lesy. Na nepřístupných místech rostou také tisy. Na suchých a skalnatý svazích je zastoupena červená borovice. V údolí Lainautal v lesních roklinách dominují jasan, javor klen, buk a jilm. Na západní straně jezera ovlivňuje podnebí horský vítr „fén“, který způsobuje teplejší klima o cca 19 %. Zde se daří teplomilným dřevinám jako třeba lípě velkolisté či hruškám. Ve vrcholových partiích je širší zastoupení trav, horských druhů květin a klečí.

### Fauna
Z velkých zvířat žijí v lesích jeleni a ve vyšších polohách včetně samotného vrcholu se daří kamzíkům. V oblasti jezera Laudachsee nachází útočiště např. mlok. Dále jsou pro oblast vrcholu Traunstein specifická zastoupení housenky motýla jasoně červenookého (Parnassius apollo). Z ptactva zde nalezneme orla skalního, sýčka, kulíška nejmenšího, jestřába, vrabce aj.

## Historie vrcholového kříže

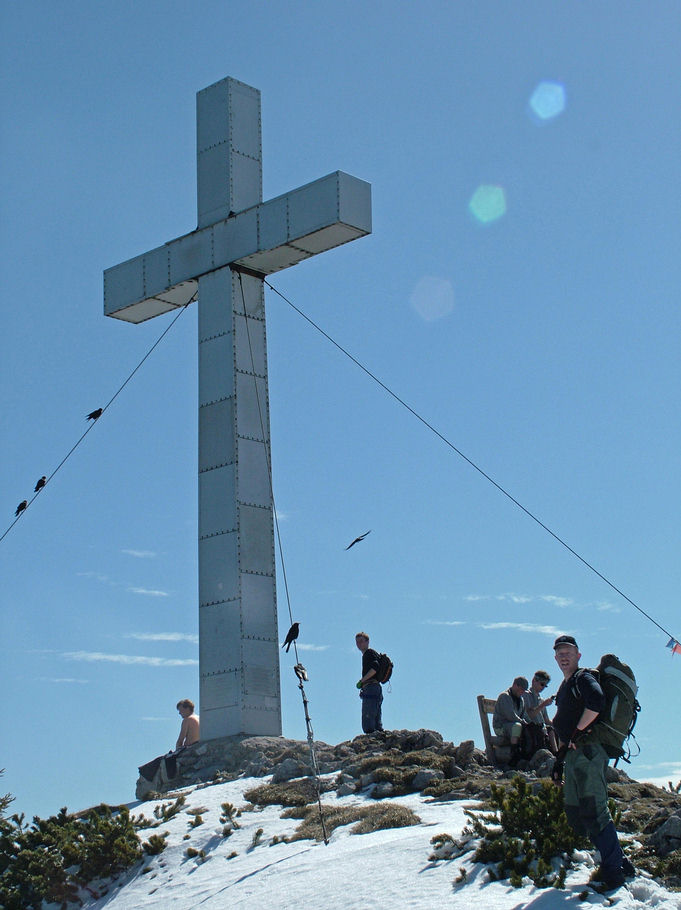
Vrcholový kříž na Traunsteinu

Kříž na vrcholu je věnován padlým vojákům z obou světových válek. Je složen z 4000 součástek, které muselo na vrchol vynést 520 mužů a 80 žen. Při svěcení kříže v roce 1950 se na vrcholu shromáždilo na 3000 lidí.

## Výstupové cesty
Některé cesty jsou zajištěny ocelovým lanem ve velmi prudkém terénu. Na horu vedou čtyři oficiální, značené a zajištěné cesty (via ferraty). Za výchozí bod slouží ve všech případech jezero Traunsee.
- Hernler Steig od západu, byla v r. 1905 otevřená a pojmenovaná podle gmundenského alpinisty Hanse Hernlera. Cesta je uváděna v obtížnost A/B
- Naturfreundesteig byla otevřená v r. 1929 ale pro velké nebezpečí pádu kamení a štěrku byla v r. 2001 zřízena nová cesta vedoucí jihozápadní ostrou hranou. Cesta je uváděna v obtížnost B
- Mairalmsteig od jihu je nejstarší a nejlehčí cesta vedoucí na plató hory Traunstein. Cesta je uváděna v obtížnost A
- Traunsee- Klettersteig byl vytvořen v roce 2005 jako sportovní zajištěná cesta nové generace. Spojuje se s Hernler Steig, posledních 150 výškových metrů pod chatou Gmundner Hütte. Pro výstup je nutná výstroj na zajištěné cesty; cesta má obtížnost D.

## Chaty

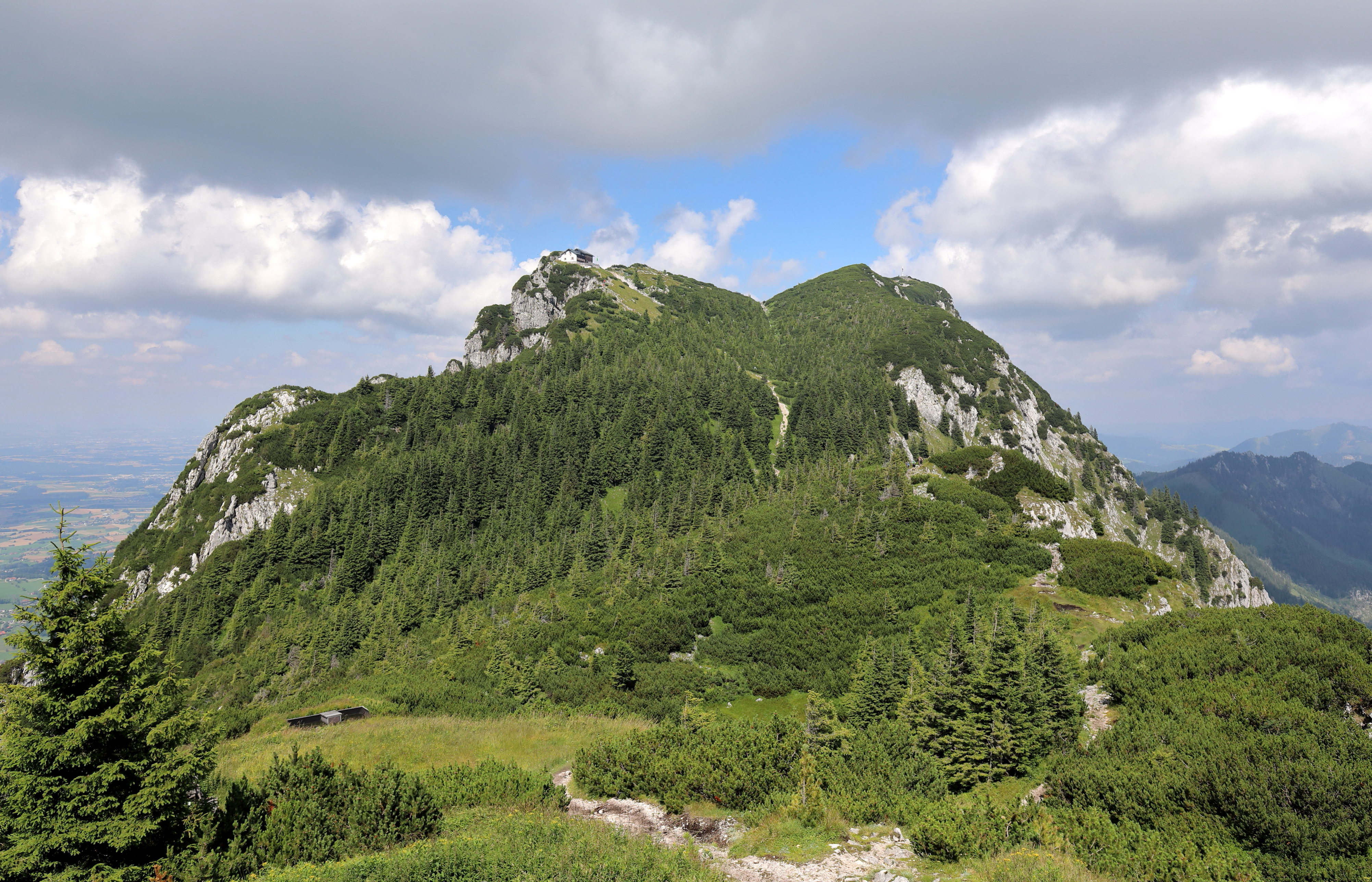
Vrcholová plošina s chatou Traunstein Haus

- Traunsteinhaus (1580 m) – vystavěna v letech 1925-1927. Může poskytnout nocleh až 40 osobám.
- Gmundner Hütte (1660 m) – postavena již v roce 1907. Původně sloužila jen jako nouzový příbytek. V r. 1913 byla vybavena pecí a dveřmi. Od roku 1954, kdy si jí vzal pod patronát alpský spolek Alpenverein (sekce Gmunden), může poskytnout nocleh 30 osobám.